# Werth Henrik
Werth Henrik (Rezsőháza, 1881. december 26. – Krasznogorszk, Szovjetunió, 1952. május 28.) német származású magyar katonatiszt, vezérezredes, a Magyar Királyi Honvédség vezérkari főnöke.

## Élete

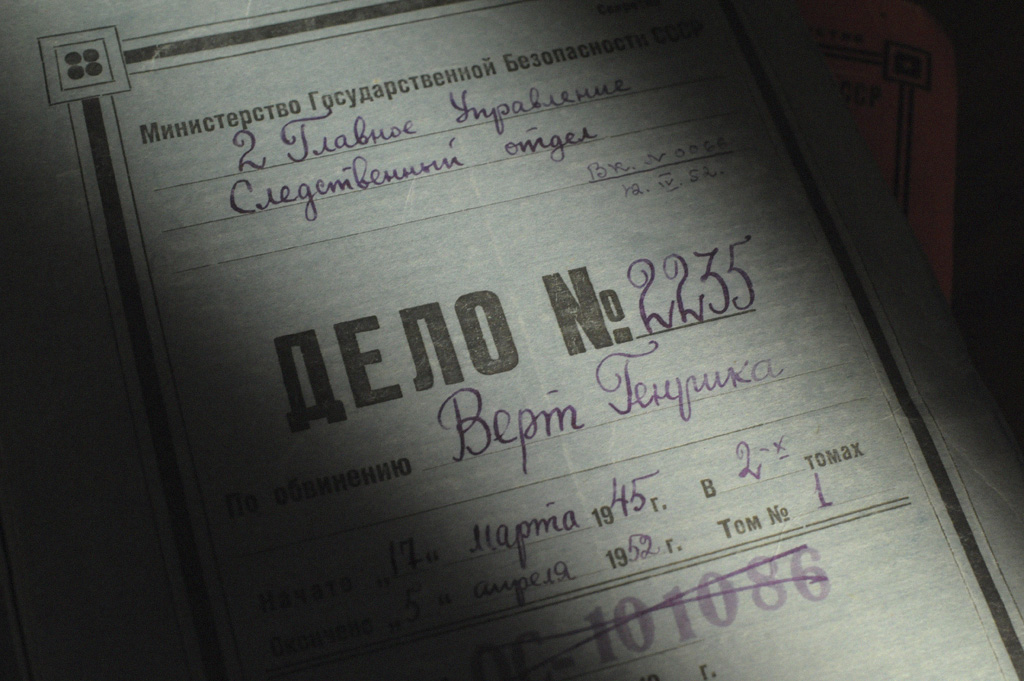
Werth Henrik periratai

Werth Henrik a Torontál vármegyei Rezsőházán (németül Rudolfsgnad) született 1881. december. 26-án sváb családban. Apja Werth Lorenz (Lőrinc) kisbirtokos, anyja neve nem ismert. Két fiútestvéréről vannak írásos említések, az egyikük még az 1940-es évek elején is odahaza gazdálkodott. A másik testvér, a nála tizenöt évvel fiatalabb Lőrinc, tüzértisztként szolgált, 1943-ban már ezredesi rendfokozatban. A német tanítási nyelvű elemi iskola öt osztályát 1887-től 1893-ig szülőfalujában járta ki. Polgári iskolai tanulmányait Nagybecskereken végezte. 16 évesen, 1897 őszétől a bécsi k.u.k. Infanterie Kadettenschule, a gyalogsági hadapródiskola hallgatója lett. Avatására 1901. augusztus 18-án került sor. Első szolgálati beosztása a bécsi cs. és kir. 60., zömében magyar állományú és kiegészítésű gyalogezred Egerben állomásozó 3. zászlóaljánál volt.
Négy esztendei szolgálat után ezredparancsnoka javaslatára 1905-ben a bécsi Hadiiskolára küldték, melyet 1907-ben „igen jó” minősítssel végzett el, és vált vezérkari szolgálatra alkalmassá. 1907. október 31-én kapta meg vezénylését vezérkari szolgálatra, és november 1-jén főhadnaggyá is előléptették. Szolgálatát 1908. május 1-jétől a székesfehérvári magyar királyi 81. honvéd gyalogdandár parancsnokság vezérkari tisztjeként kezdte meg. 1909. november 1-jétől a székesfehérvári V. honvédkerület kerületi parancsnokság katonai osztályának vezérkari beosztott tisztjévé nevezték ki, amely beosztását 1911. október 31-ig töltötte be.
1911. november 1-jén kapta meg a vk. századosi rendfokozatot és beosztást a Honvédelmi Minisztériumba. A minisztérium I. csoportja 1. osztályán lett fogalmazó tiszt. 1913. szeptember 1-től a felsőbb tiszti tanfolyam tanárává nevezték ki.
Az első világháborúba a pozsonyi hadosztály-parancsnoksággal vonult mint vezérkari százados. 1916 augusztusában őrnaggyá léptették elő, és megkapta a 3. osztályú vaskorona rendet a hadidíszítménnyel és a kardokkal. 1917 februárjában a cs. kir. 4. hadsereg Badeni Főparancsnokságára rendelték ahol a hadműveleti osztályon fogalmazói beosztás kapott. Egy évvel később a honvédség visszakérte, és 1918 áprilisától a Honvédelmi Minisztériumban az 1. szervezési osztály osztályvezető-helyettese lett. 1918. december 14-én alezredessé léptették elő. 1919. május 2-án a hadsereg-főparancsnokság megbízottja a román okkupációs erőkkel való fegyverszüneti tárgyaláson.
1920. szeptember 1-én kapta meg vezérkari ezredesi rendfokozatát. A Ludovika Akadémián a hadászat és hadtörténet előadója volt. 1920-ban a hadseregben a fővezérségen teljesített szolgálatot, majd 1922. február 2-től a Honvédelmi Minisztérium VI 1. (hadműveleti) osztályára helyezték, ahol az osztályvezető, Rőder Vilmos tábornok helyettese lett. 1923. január 15-től kinevezték az 1. osztály élére, amit három éven át, 1926. január 4-ig vezetett.
1926. január 4-től a M. Kir. Honvédtiszti Szabályzatismertető Tanfolyam (a hadiakadémia rejtő szerve) parancsnokává nevezték ki. Beosztását több mint öt évig, 1931. szeptember 1-jéig töltötte be. Az új beosztásba kerüléssel 1926. november 1-jén soron kívüli tábornoki előléptetést kapott. Az akadémián hadászatot adott elő.
1931. szeptember 1-jén átvette a pécsi 4. vegyesdandár parancsnokságát és november 1-jén megkapta az altábornagyi előléptetést is. Akadémiai működését kiváló minősítéssel ismerték el felettesei, szolgálata elismeréseként a kormányzó a II. osztályú Magyar Érdemkereszttel tüntette ki. Kimagasló vegyesdandár parancsnoki szolgálatáért 1935 augusztusában a II. osztályú Magyar Érdemkereszthez megkapta a csillagot, és az év végén, 55 évesen, szolgálati idejének letöltésére hivatkozva nyugállományba helyezését kérte, amelyhez a kormányzó 1936 februárjában hozzájárult.
1938-ban reaktiválták, a kormányzó 1938. szeptember 29-i hatállyal kinevezte a honvéd vezérkar főnökévé és előléptette gyalogsági tábornokká. Kétségtelenül a magyar királyi honvédség egyik legfelkészültebb, a hadászat kérdéseivel elméleti szinten is foglalkozó tábornoka volt, alkalmas a tisztségre. Képességei, a napi politikától való távolmaradása, az államfő iránti lojalitása egyaránt a kinevezése mellett szólt. A tábornoki- és tisztikarban is komoly tekintéllyel bírt, s mint a magyar királyi Honvéd Hadiakadémia egykori parancsnoka szinte az összes vezérkari tisztet ismerte, és kérlelhetetlen szigoráról is közismert volt.
1938-tól 1941. szeptember 5-ig a hadsereg németbarát beállítottságú vezérkari főnöke volt s mint ilyen nagy szerepet játszott – néha a politikai vezetést is megelőzve – a német követelések teljesítésében. Irányítása alatt dolgozták ki Jugoszlávia és a Szovjetunió megtámadásának terveit.
1941-ben ő volt az egyik legnagyobb szószólója Magyarország hadba lépésének az oroszok ellen, addigra ugyanis alaposan megszédítették a német győzelmek. Úgy hitte: Hitler könnyűszerrel legyőzi a szovjet Vörös Hadsereget, ahogy korábban a francia és brit haderőket is, ezért Magyarország nem maradhat ki a kommunizmus felszámolását végző diadalmenetből. Mint vezérkarfőnök készítette el, illetve hagyta jóvá a Kárpátaljára, a Vajdaságba, valamint Erdélybe történő magyar bevonulás katonai terveit. A katonai érdekeket sorozatosan a politikai érdekek fölé helyezve tartott külön kapcsolatokat a német hadvezetéssel. Horthy Miklós arra a következtetésre jutott, hogy „a vezérkar főnöke meg nem engedhető politikai vezető szerepre törekszik, az ő és a miniszterelnök előzetes tájékoztatása és egyetértésének kikérése nélkül sorozatosan tesz a kormány politikájával szemben nyilatkozatokat, sőt saját hatáskörét félreértelmezve és túllépve tesz elkötelező ígéreteket is, nem törődve azzal, hogy a kormányzó és a kormány korábbi intézkedéseit is megkérdőjelezi, a németek előtt kompromittálja.” Werth az események alakulásából, a háborús részvétel fokozása érdekében tett lépéseinek elutasításából, ami a kormányzó irányában tanúsított jóindulatának megszűntével járt együtt, levonta a következtetést, és 1941. szeptember 5-én, egészségi állapotára való hivatkozással beadta lemondását. A lemondást a kormányzó érdemei elismerése mellett elfogadta, és nyugállományba vonulása alkalmából számára a Magyar Érdemrend Szent Koronával ékesített Nagykeresztjéhez a hadiszalagot és a kardokat adományozta. A németek is elismerték szolgálatait, a német követ szeptember 18-án átnyújtotta neki a Német Sasrend Érdemkeresztjének Nagykeresztjét a kardokkal. Az új vezérkari főnök Szombathelyi Ferenc lett.
Nyugállományba vonulását követően 1942 januárjában 60. születésnapja alkalmából megkapta a Magyar Szent Koronával Ékesített Hadiszalagos és Kardos Magyar Érdemrend Nagykeresztjét. A bolgár király 1943 januárjában a Bolgár Nemzeti Katonai Érdemrend Nagykeresztjével tüntette ki.
A front közeledtével többek javaslata ellenére nem volt hajlandó nyugatra menni. „Amit tett, azért nyugodtan vállalja a felelősséget, ha elveszítjük a háborút, úgyis ki fogják végezni.” A német parancsnokság Budapest ostromakor is hiába küldött érte egy Storch repülőgépet a lóversenytérre, majd a Vérmezőre, hogy kimenekítsék a gyűrűből. Budapest eleste után egyik szomszédságában lakó ismerősének elmondta, hogy díszben kell jelentkeznie a budapesti orosz városparancsnoknál. Kérte, hogy ne hagyják el feleségét. Ekkor látták utoljára.
1945. február 13-án Budán a szovjet városparancsnokság felhívására, mint volt katona jelentkezett, így került szovjet hadifogságba.
Szovjet részről nem nyilatkoztak sorsáról, vagy arról az illetékes magyar szervek hallgattak, így nem tudni, hogy a szovjet kormány bíróság elé állíttatta-e, és elítéltként töltötte büntetését, vagy csak hadifogolyként tartották fogva. Ha perbe fogták, miért marasztalták el és hány évet kapott. Halálra nem ítélték, ezzel megmentették a kivégzéstől, ami Magyarországon várt volna rá.
A Moszkvához közeli krasznogorszki táborban tartották fogva, állítólag 1952. május 28-án bekövetkezett haláláig, és itt is temették el. Az egyébként hiteles forrásból nem ellenőrzött időpontot az 1963. december 18-án elhunyt özvegy támogatói vésették sírkövére a csányi temetőben. Halála időpontjának ellentmond az az, egyébként szintén nem megerősített hír, hogy a szovjet hatóságok Nyugat-Németországnak akarták volna kiadni, de ebben halála akadályozta meg. Az ötvenes évek elején beadott kérelmében Bonnt jelölte meg letelepedési helyéül. A szovjet hatóságok kérvényét közvetítették az NSZK illetékes szerveihez. Közbejött halála – 1952. május 28-a – a kivitelezést megakadályozta. A halála időpontjával kapcsolatos ellentmondás amiatt merült fel, mert a mainz-i rendőrség 1958 elején(!) kért referenciát a szovjet fogságból visszatérő Werth Henrik volt vezérezredes letelepedési engedélye ügyében. Ez volt az első és utolsó értesítés, amelyet az Argentínában élő Werth Lőrinc (Henrik öccse) fivére életében létéről kapott.
A Magyar Államrendőrség Budapesti Főkapitányságának Politikai Rendészeti Osztálya 1945. július 13-án adott ki elfogató parancsot Werth Henrik terhelt ellen annak megállapítása érdekében, hogy szökésben van-e, és „amennyiben Magyarországon tartózkodik, haladéktalanul őrizetbe veendő és bekísérendő a budapesti népbíróság fogdájába". 1945. július 17-én nyújtottak be ellene vádiratot, mint szökésben lévő ellen. Ez volt az első háborús bűnper, amelyet a vádlott távollétében tárgyaltak. A vádirat szerint a vádlott egyike a háborús főbűnösöknek, ezért közérdek, hogy a bűnvádi eljárást távollétében is mielőbb megtartsák. A vádirat szerint a vádlott főbűne, hogy a németbarát háborús politika hirdetésével és a kormányzati tényezők befolyásolásával elősegítette a háborúba lépést.
Ítélethirdetésre csak 1948. május 22-én került sor. A Népbíróság háborús bűntettben elmarasztalva, főbüntetésként halálra, mellékbüntetésként vagyonelkobzására és politikai jogai felfüggesztésére ítélte. A vádlottat felmentették a Nemzeti Szövetségben való részvétele, illetve a munkaszolgálatosokkal szembeni ukrajnai kegyetlenkedések és gyilkosságok előidézésének vádja alól. A végrehajthatatlan ítéletet követő évtizedekben a hatalom nem tartotta szükségesnek közölni, hová lett, él-e vagy meghalt, számára tovább nem létezett. Egy rövid hír sem jelent meg róla. Nem tudtak sorsa után érdeklődni a történettudománynak a korszakkal foglalkozó képviselői sem.

## Művei
- A hadvezetés elmélete, 1-2.; szerk., bev. Werth Henrik; Ábrahám és Sugár Ny., Budapest, 1930